# Andrew T. Judson
Andrew Thompson Judson (* 29. November 1784 in Eastford, Windham County, Connecticut; † 17. März 1853 in Canterbury, Connecticut) war ein US-amerikanischer Jurist und Politiker. Zwischen 1835 und 1836 vertrat er den Bundesstaat Connecticut im US-Repräsentantenhaus.

## Werdegang
Andrew Judson erhielt eine eher unterdurchschnittliche Grundschulausbildung. Nach einem anschließenden Jurastudium und seiner im Jahr 1806 erfolgten Zulassung als Rechtsanwalt begann er in Montpelier (Vermont) in seinem neuen Beruf zu praktizieren. Im Jahr 1809 zog er nach Canterbury in Connecticut. Zwischen 1819 und 1833 war er Bezirksstaatsanwalt im Windham County, von 1822 bis 1825 saß er als Abgeordneter im Repräsentantenhaus von Connecticut.  Politisch schloss er sich Andrew Jackson und dessen Demokratischer Partei an.
Bei den staatsweit ausgetragenen Kongresswahlen des Jahres 1834 wurde Judson für das sechste Abgeordnetenmandat von Connecticut in das US-Repräsentantenhaus in Washington, D.C. gewählt. Dort trat er am 4. März 1835 die Nachfolge von Samuel Tweedy an. Judson übte sein Mandat im Kongress bis zum 4. Juli 1836 aus. An diesem Tag legte er es nieder, weil er von Präsident Jackson als Nachfolger des verstorbenen William Bristol zum Richter am Bundesbezirksgericht für den Distrikt von Connecticut ernannt worden war. Dieses Amt bekleidete er bis zu seinem Tod am 17. März 1853 in Canterbury.